# Tetraponera laeviceps
Tetraponera laeviceps är en myrart som först beskrevs av Smith 1877.  Tetraponera laeviceps ingår i släktet Tetraponera och familjen myror. Inga underarter finns listade i Catalogue of Life.